# SStB Meidling, Höllenthal és Neunkirchen
Az SStB Meidling, Höllenthal és Neunkirchen egy szerkocsisgőzmozdony-sorozat volt az osztrák-magyar K.k. Südliche Staatsbahnnál (SStB).

## Története
A három mozdonyt a WRB mozdonygyára építette 1856-ban. A korábbi gyártású mozdonyokkal ellentétben ezek nem ferde hengerelrendezésűek voltak, hanem a hengereket a forgóváz elé helyezték el.
A mozdonyok az osztrák államvasutak privatizációjával a Déli Vasút birtokába kerültek, ahol 247–249 pályaszámokat kaptak és a 6 sorozatba lettek beosztva. 1864-ben a pályaszámokat 249–251-re változtatták és még ugyanebben az évben a sorozatszám 12-re változott. 1890-ig selejtezték őket.

## Fordítás
- Ez a szócikk részben vagy egészben  a   SStB – Meidling, Höllenthal und Neunkirchen című német Wikipédia-szócikk fordításán alapul.  Az eredeti cikk szerkesztőit annak laptörténete sorolja fel. Ez a jelzés csupán a megfogalmazás eredetét és a szerzői jogokat jelzi, nem szolgál a cikkben szereplő információk forrásmegjelöléseként. - Az eredeti szócikk forrásai szintén ott találhatóak.